# بيكورناويات
بيكورناويات (بالإنجليزية: Picornavirales)‏ هي رتبة من الفيروسات مضيفاتها الفقاريات، الحشرات والنباتات. وهي فيروسات اٍيجابية ذات الرنا أحادي السلسلة.

## وصلات خارجية
- تصنيف اللجنة الدولية لتصنيف الفيروسات 2009
- تصنيف إنيبروت